# Ion D. Ștefănescu
I.D. Ștefănescu (n. 15 iulie 1886, satul Preajba, comuna Poeni,  județul Teleorman – d. 11 iulie 1981, Mănăstirea Agapia) a fost un istoric de artă și bizantinolog român. 

## Biografie
A fost căsătorit cu Margareta Vlahuță (1885-1975), fiica scriitorului Alexandru Vlahuță.
A murit la Agapia în anul 1981, la vârsta de 95 ani, și a fost înmormântat în cimitirul mânăstirii, alături de soția sa.
A făcut studii de drept l(1908) și de litere-istorie (1909) la Universitatea din București, continuate cu  studii la Universitatea catolică de la Sorbona, unde l-a avut ca profesor pe renumitul bizantinolog francez Charles Diehl. La Paris a  susținut un doctorat în litere și unul în istoria artei (1925). Ulterior a fost numit și profesor agregat la Catedra de bizantinologie a aceleiași universități.
A fost profesor la Școala națională de arte frumoase (1909-1921), la Universitatea din Atena (1921-1925), la École des Hautes Études et des Sciences Historique, Paris, (1932-1940), Universitatea catolică, Paris, (1928-1940), Universitatea din Bruxelles (1930-1934), la universitățile din țară, București, Cernăuți și Iași (1937-1348).
A fost numit membru în Comisiunea. Monumentelor Istorice, pe data de 15 octombrie 1941, pentru o perioadă de 9 ani.
În anii comunismului a fost profesor consultant  la Institutul de arte plastice "Nicolae Grigorescu" din București și a conferențiat la Sorbona.

## Afilieri
Uniunea artiștilor plastici din România
Asociația de studii grecești
Asociația Parsassos, Atena

## Decorații și premii
- Semnul Onorific „Răsplata Muncii pentru 25 ani în Serviciul Statului” (13 octombrie 1941)[4]
- Premiul "Zographos" al Academiei de studii grecești (1929)
- Premiul Fould al Academiei de inscripții și litere din Paris (1938)

## Cărți publicate

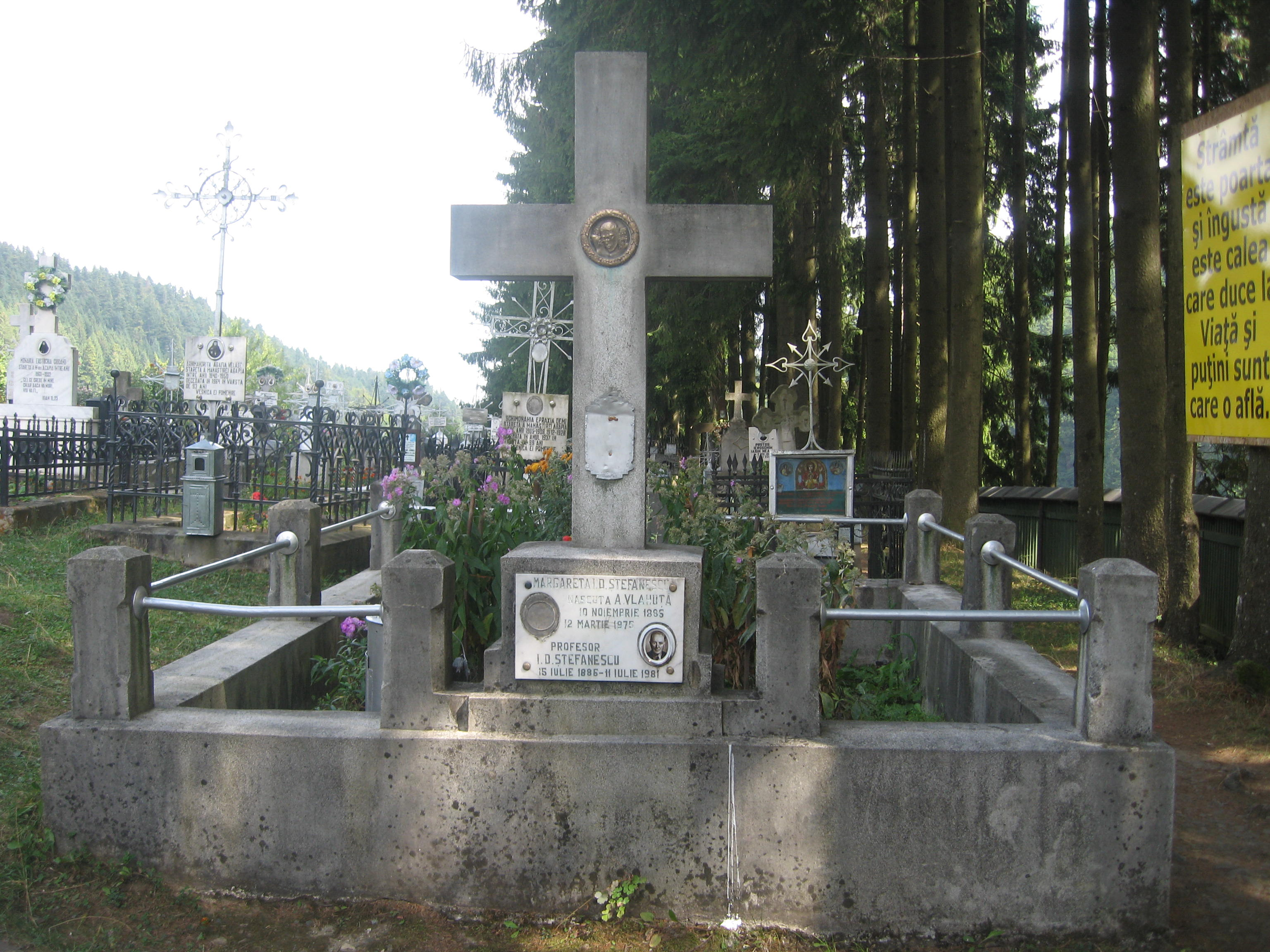
Mormântul prof. I.D. Ștefănescu de la Mănăstirea Agapia.

- L'évolution de la peinture religieuse en Bucovine et en Moldavie depuis les origines jusqu'au XIXe siecle: album (Ed. Librairie Orientaliste Paul Geuthner, 1928) - împreună cu Charles Diehl
- L'art byzantib et l'art lombard en Transylvanie, Peintures murales de Valachie et de Moldavie, Ed. Librairie Orientaliste Paul Geuthner, 1938-----------------------------------------------------------------------------------------------------------------------------
- L'évolution de la peinture religieuse en Bucovine et en Moldavie depuis les origines jusqu'au XIXe siecle: Nouvelles recherches; Etude iconographique: album, Ed. Librairie Orientaliste Paul Geuthner, 1929
- La peinture religieuse en Valachie et Transylvanie depuis les origines jusqu'au XIXe siecle: album, Ed. Librairie Orientaliste Paul Geuthner, 1930
- Biserica din Șurdești, Ed. Muzeul Regional Maramureș, 1967
- Arta veche a Maramureșului, Ed. Meridiane, București, 1968
- Iconografia artei bizantine și a picturii românești feudale, Ed. Meridiane, București, 1973
- Arta veche a Banatului: Arhitectura, picturile murale, icoanele,  Ed. Mitropoliei Banatului, Timișoara, 1981
- Arta feudală în Țările Române: Pictura murală și icoanele de la origini până în secolul al XIX-lea, Ed. Mitropoliei Banatului, Timișoara, 1981

- Monastere de Neamtu, L’eglise de l’Ascencion, București, 1946

- Nicodim Mitropolitul Moldovei și Profesor I.D. Ștefănescu, Biblia ilustrată. Locuri alese însoțite de ilustrații de artă și lămuriri științifice, Tipografie Sfînta Monastere Nemțu, 1936

- A.G: Verona, Pictura. Studiu technic cu douăzeci de planșe hors-text. Cuvânt înainte de I.D: Ștefănescu, 1944

## Contribuții în periodice (selectiv)
- Restaurarea momunentelor istorice, Revista istorică română, volumul XIV, Fascicula IV, 1945

- Le Monastere de Snagov, Revista istorică română, volumul XIV, Fascicula III, 1945

- Le roman de Varlaam et Ioasaf illustré en peinture, Byzantion, 1932, pp. 347-369